# آلسيندو
آلسيندو (بالإنجليزية: Alcindo)‏ (و. 1945 – 2016 م) هو لاعب كرة قدم من البرازيل .
شارك في بطولة كأس العالم لكرة القدم 1966 .
توفي في بورتو أليغري .

## الروابط الخارجية
- آلسيندو على موقع الاتحاد الدولي (مؤرشف)  (الإنجليزية)
- آلسيندو على موقع قاعدة بيانات كرة القدم.إي يو (الإنجليزية)
- آلسيندو على موقع ناشيونال فوتبول تيمز (الإنجليزية)
- آلسيندو على موقع عالم كرة القدم.نت (الإنجليزية)